# بيل فلين
بيل فلين (بالإنجليزية: Bill Flynn)‏ هو ممثل جنوب أفريقي، ولد في 13 ديسمبر 1948 بكيب تاون في جنوب أفريقيا، وتوفي في 11 يوليو 2007 بجوهانسبرغ في جنوب أفريقيا بسبب نوبة قلبية.

## وصلات خارجية
- بيل فلين على موقع IMDb (الإنجليزية)
- بيل فلين على موقع ميوزك برينز (الإنجليزية)
- بيل فلين على موقع قاعدة بيانات الفيلم (الإنجليزية)